# باید باشی (ترانه تیری تی)
تو باید باشی یا باید باشی (انگلیسی: Gotta Be You) آهنگی از گروه پاپ آمریکایی تیری تی است. این اثر توسط مکس مارتین، هربرت کریچلو و دنیز پو پی نوشته شده است. این آهنگ، در سال ۱۹۹۵ فقط در اروپا منتشر شد. نسخه آلبوم شامل هربی تهیه‌کننده انگلیسی است (اگرچه او به طور رسمی در تک‌آهنگ نامش برده نشده است) و از آلبوم برادری است.